# Studiolo

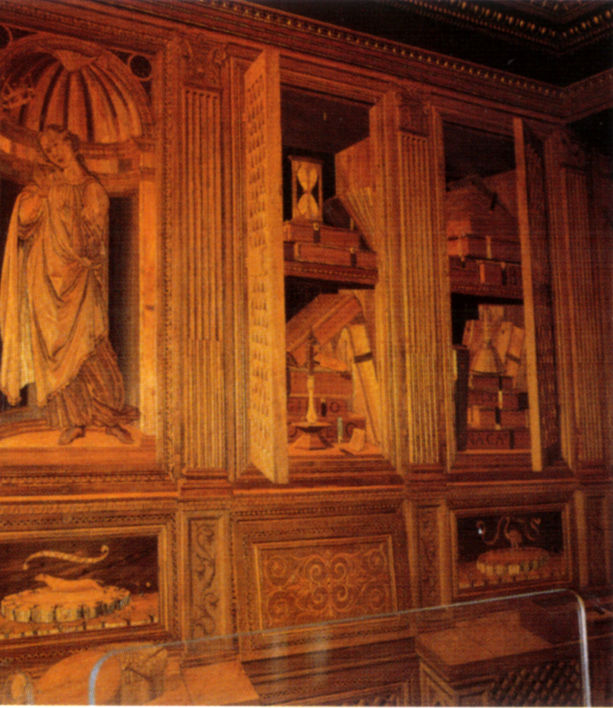
Intarsia in de studiolo van Federico III da Montefeltro te Urbino

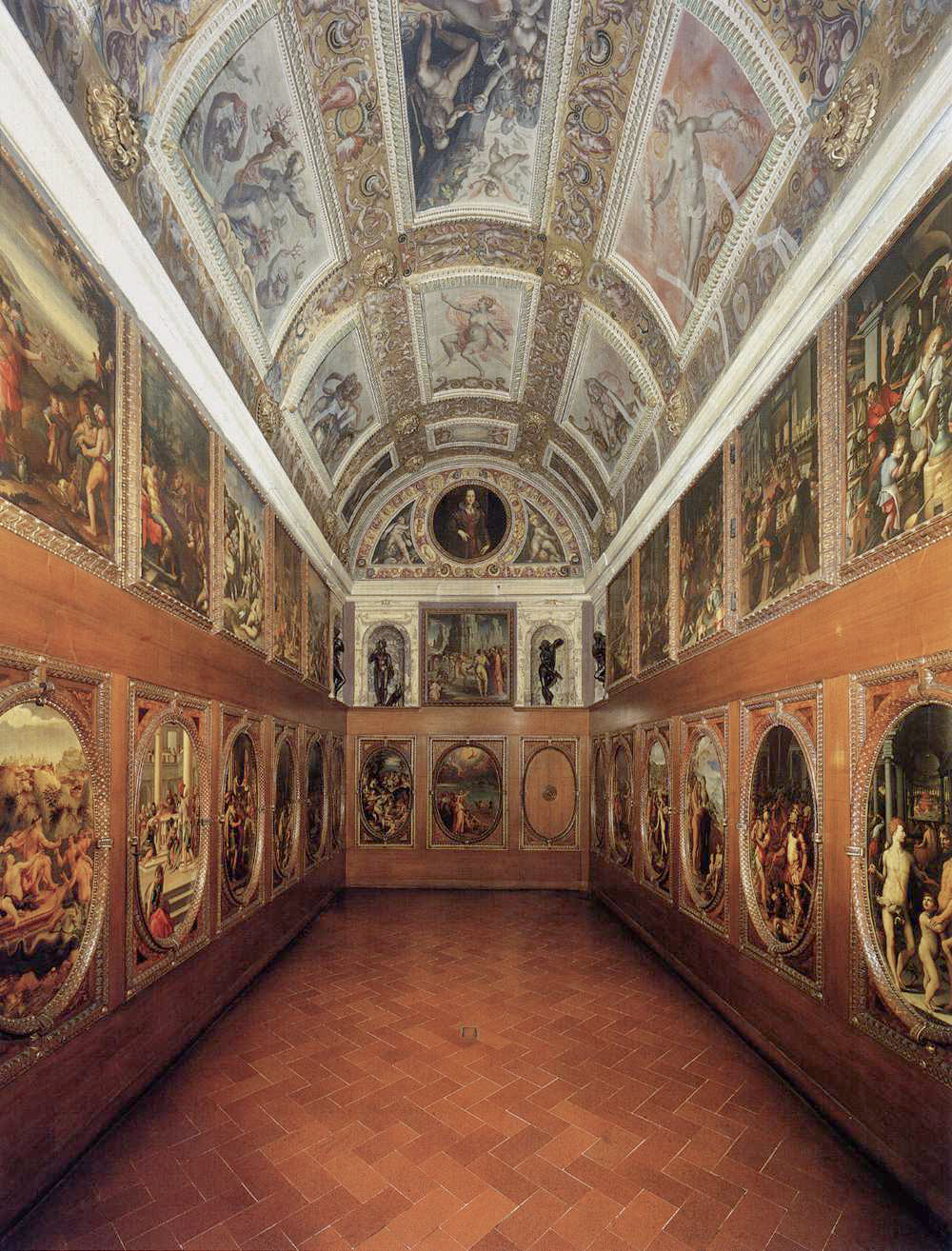
Studiolo van Francesco I de' Medici te Florence

De studiolo of camerino was een wat kleiner privévertrek in een paleis, waarin de eigenaar zich terug kon trekken om zich te wijden aan de persoonlijke culturele interesses. 

## Geschiedenis en beschrijving
Men legde er bijzondere verzamelingen aan van zeldzame voorwerpen zoals schilderijen, vazen, edelstenen, sculpturen en antieke munten. De verzameldrift werd geïnspireerd door de studie-activiteiten van het humanisme, ten tijde van de Italiaanse renaissance.
Vanaf de tweede helft van de zestiende eeuw evolueerde de term studiolo zich steeds meer in de richting van encyclopedische verzamelingen van zeldzame en/of kostbare objecten, die later Wunderkammer genoemd werden en die men bewaarde in de kleine (en soms geheime) vertrekken.
Vaak werd in de studiolo lambrisering aangebracht, waarbij regelmatig gebruik werd gemaakt van de intarsia techniek. In de studiolo te Urbino bijvoorbeeld zijn nog steeds de aangebrachte panelen aanwezig die de illusie wekken van kasten, uitgerust met openstaande deuren die zijn voorzien van latwerk. In de kasten lijken zich onder andere boeken, muziek- en wetenschappelijke instrumenten te bevinden. Bij het vervaardigen van de lambrisering werd gebruikgemaakt van de Florentijnse renaissance techniek van de perspectief intarsia. Deze was ontwikkeld door Florentijnse meester houtbewerkers, net na de vroeg vijftiende-eeuwse herontdekking van het lijnperspectief door Filippo Brunelleschi. De vroegste toepassingen van deze techniek zijn te vinden in de panelen van de noordelijke sacristie van de Kathedraal van Florence, de Santa Maria del Fiore.
De studiolo's waren niet allemaal even toegankelijk. Sommige waren te bezoeken door iedereen die daartoe een verzoek deed, andere waren alleen te bezichtigen op uitnodiging, terwijl de overige uitsluitend bedoeld waren voor privégebruik.

## De belangrijkste studiolo’s
| Ingericht  | Naam                                  | Eigenaar                                                 | Paleis                    | Stad       |
| ---------- | ------------------------------------- | -------------------------------------------------------- | ------------------------- | ---------- |
| 1447-1463  | Studiolo di Belfiore                  | Lionello d'Este                                          | Palazzo di Belfiore       | Ferrara    |
| 1473-1476  | Studiolo di Federico da Montefeltro   | Federico III da Montefeltro                              | Palazzo Ducale            | Urbino     |
| 1479-1482  | Studiolo di Guidobaldo da Montefeltro | Federico III da Montefeltro en Guidobaldo da Montefeltro | Palazzo Ducale            | Gubbio     |
| 1497-1523  | Studiolo di Isabella d'Este           | Isabella d'Este                                          | Palazzo Ducale            | Mantua     |
| vanaf 1507 | Camerini d'alabastro                  | Alfonso I d'Este                                         | Castello Estense          | Ferrara    |
| 1545-1559  | Studiolo di Cosimo I                  | Cosimo I de' Medici                                      | Palazzo Vecchio           | Florence   |
| 1570-1572  | Studiolo di Francesco I               | Francesco I de' Medici                                   | Palazzo Vecchio           | Florence   |
| 1585       | Camerino di Enea                      | Vespasiano Gonzaga Colonna                               | Palazzo Ducale            | Sabbioneta |
| vanaf 1622 | Studiolo di Cosimo II                 | Cosimo II de' Medici                                     | Villa di Poggio Imperiale | Florence   |